# Zámbori Mihály
Zámbori Mihály (Tiszakécske, 1952. október 26. – Tiszakécske, 2009. február 9.) labdarúgó, hátvéd.

## Pályafutása
Az NB III-as Szentesi Vízmű csapatában kezdte a labdarúgást. 1972 és 1978 között a SZEOL AK labdarúgója volt. Az élvonalban 1972. szeptember 17-én mutatkozott be a Ferencváros ellen, ahol 1–1-es döntetlen született. Zámbori Albert Flóriánt fogta sikerrel. Az élvonalban 116 mérkőzésen szerepelt és két gólt szerzett. Pályafutásának egy súlyos sérülés vetett véget. 1978. április 1-jén a Székesfehérvári MÁV Előre elleni hazai mérkőzés negyedik percében egy szöglet után rosszul ért talajt és szárkapocscsonttörést és külső szalagszakadást szenvedett. Az 1990-es évek közepéig Szegedén élt, majd visszaköltözött Tiszakécskére. Ott hunyt el 2009. február 9-én.